# Попелюхівська сільська рада
| Попелюхівська сільська рада — колишній орган місцевого самоврядування у Мурованокуриловецькому районі Вінницької області з адміністративним центром у с. Попелюхи. Сільській раді підпорядковані населені пункти: - с. Попелюхи - с. Біляни |

## Склад ради
Рада складається з 14 депутатів та голови.

## Керівний склад сільської ради
| ПІБ                       | Основні відомості                                                                         | Дата обрання | Дата звільнення |
| ------------------------- | ----------------------------------------------------------------------------------------- | ------------ | --------------- |
| Попова Майя Андріївна     | Сільський голова, 1963 року народження, освіта, член Народно-демократичної партії України | 26.03.2006   | 31.10.2010      |
| Фартушняк Василь Петрович | Сільський голова, 1967 року народження, освіта середня спеціальна, безпартійний           | 31.10.2010   |                 |

Примітка: таблиця складена за даними джерела